# HSG Sulzbach/Leidersbach
Die Handballspielgemeinschaft Sulzbach/Leidersbach gründete sich 1997 aus den Handballabteilungen des TV 1903 Sulzbach und der DJK Leidersbach. Überregional bekannt wurde die Spielgemeinschaft aus dem unterfränkischen Landkreis Miltenberg durch ihre erste Frauenmannschaft, die von 2007 bis 2009 unter dem Namen Rhein-Main Bienen der Handball-Bundesliga angehörte.

## Die Spielgemeinschaft
Am Spielbetrieb nehmen eine Herren- und eine Frauenmannschaft sowie mehrere Jugendmannschaften teil.
Neben den aktiven Mannschaften sind noch zahlreiche Jugendmannschaften fast aller Altersklassen am Spielbetrieb aktiv. Seit der Saison 2008/09 bildet die Jugendabteilung der HSG Sulzbach/Leidersbach eine Spielgemeinschaft mit der Jugend der TUSPO Obernburg und dem TV Erlenbach. Die Mannschaften spielen unter der Bezeichnung JSG Untermain.

## HSG Sulzbach/Leidersbach → Rhein-Main Bienen → FSG Sulzbach/Leidersbach
Die 1. Frauenmannschaft, von ihren Fans als „Bienen“ bezeichnet, stieg innerhalb von nur vier Jahren von der Verbandsliga in die Handball-Bundesliga auf, der sie von der Saison 2007/08 bis zur Insolvenz im Sommer 2009 angehörte. Die Heimspiele wurden in der f.a.n. frankenstolz arena in Aschaffenburg oder in der Sparkassen-Arena in Elsenfeld ausgetragen. In ihrer ersten Saison in der höchsten Spielklasse besuchten im Durchschnitt über 1500 Zuschauer pro Spiel die Heimspiele der „Bienen“, was den zweiten Platz in der Zuschauerstatistik entsprach. In der Saison 2008/09 spielte die 1. Frauenmannschaft unter dem neuen Namen „Rhein-Main Bienen“ in der 1. Frauenhandball-Bundesliga. Am 8. Juni 2009 gab das Management der Rhein-Main Bienen GmbH, dem wirtschaftlichen Träger der Bundesligamannschaft bekannt, dass die Lizenz für den Spielbetrieb in der Bundesliga für die Saison 2009/2010 zurückgegeben wird. Als Grund wurden mehrere Insolvenzverfahren gegen Rhein-Main Bienen GmbH genannt.
In der Saison 2009/10 spielte die Mannschaft unter dem Namen FSG Sulzbach/Leidersbach in der Oberliga Hessen und schaffte als Meister den Aufstieg in die 3. Liga.

## Saisonbilanzen seit 2004/05
| Saison  | Spielklasse          | Platz | Spiele | S  | U  | N  | Tore    | Diff. | Punkte |
| ------- | -------------------- | ----- | ------ | -- | -- | -- | ------- | ----- | ------ |
| 2004/05 | Oberliga Hessen      | 01    | 22     | 19 | 01 | 02 | 676:501 | +175  | 39:5   |
| 2005/06 | Regionalliga Südwest | 01    | 28     | 27 | 0  | 01 | 958:656 | +302  | 54:2   |
| 2006/07 | 2. Bundesliga Süd    | 01    | 24     | 18 | 03 | 03 | 753:610 | +143  | 39:9   |
| 2007/08 | Bundesliga           | 10    | 22     | 05 | 02 | 15 | 582:647 | −65   | 12:32  |
| 2008/09 | Bundesliga           | 09    | 22     | 08 | 03 | 11 | 629:670 | −41   | 19:25  |
| 2009/10 | Oberliga Hessen      | 01    | 22     | 19 | 01 | 02 | 736:547 | +189  | 36:5   |
| 2010/11 | 3. Liga Süd          | 02    | 26     | 21 | 02 | 03 | 872:670 | +202  | 44:8   |
| 2011/12 | 3. Liga West         | 09    | 26     | 11 | 02 | 13 | 703:702 | +1    | 24:28  |
| 2012/13 | 3. Liga West         | 09    | 24     | 07 | 03 | 14 | 641:693 | −52   | 17:31  |
| 2013/14 | 3. Liga West         | 10    | 26     | 09 | 0  | 17 | 696:758 | −62   | 18:34  |
| 2014/15 | 3. Liga West         | 12    | 26     | 07 | 04 | 18 | 673:754 | −81   | 15:37  |
| 2015/16 | 3. Liga Süd          | 11    | 22     | 06 | 02 | 14 | 586:638 | −52   | 14:30  |

|  | Aufstieg |
|  | Abstieg  |